# Surigaonon
Le surigaonon est une des langues bisayas, parlée par 345 000 locuteurs (1990) à Surigao del Norte, la plus grande parte de Surigao del Sur et en partie à Agusan del Norte, aux Philippines. Bien que proche du cebuano, il n'est pas immédiatement compréhensible.
Il comprend 17 consonnes (b, d, g, h, j, k, l, m, n, ng, p, r, s, t, w, y, ʔ) et trois voyelles (a,i,u) avec 5 sons différents. Il comporte aussi 25 digrammes (br, bl, bw, by, dr, dy, dw, gr, gw, kr, kl, kw, mw, my, nw, pr, pl, pw, py, sw, sy, tr, tw, ty, hw) ainsi que quatre diphtongues (aw, ay, iw, uy) proches de celles du cebuano.

## Sources
- (en) Francisco Dumanig, A descriptive analysis of Surigaonon language, 2005 (lire en ligne)
- (en) Francisco Dumanig, « Descriptive Analysis of the Surigaonon Language », Polyglossia, no 27,‎ 2015, p. 1-10 (DOI 10.34382/00011430, hdl 10367/6111)
- J. G. Rubrico, Magbinisaya kita: Cebuano primer I, Quezon City, IJR Links and Consultant, 1999
- Surigaonon.(2000), http://www.flw.com/languages/surigaonon.htm, consulté le 28 aout 2003
- (en) David Paul R. Zorc, The Bisayan dialects of the Philippines: Subgrouping and reconstruction, 1977 (DOI 10.15144/PL-C44, hdl 1885/146594)

- Code de langue IETF : sgd